# Le Monstre évadé de l'espace
Le Monstre évadé de l'espace (Something Is Out There) est une mini-série américaine en deux téléfilms de 90 minutes, suivie d'une série télévisée en 8 épisodes de 45 minutes, créée par Frank Lupo et diffusée entre le 8 mai 1988 et le 27 juin 1989 sur NBC.
En France, la mini-série a été diffusée le 4 août 1990 sur Canal +. Rediffusion le 24 juin 1992 et le 23 janvier 1993 sur M6.
La série de 45 minutes est diffusée du 20 mars 1993 au 24 avril 1993 sur M6. Rediffusion à partir du 14 septembre 1993.

## Synopsis
Jack Breslin (Joseph Cortese (en)), est un policier qui enquête sur de violents meurtres et des victimes à qui on a arraché des organes. Il découvre que ces crimes ont été perpétrés par un extra-terrestre insectoïde appelé « xénomorphe », ayant la capacité de changer de forme, et une force physique exceptionnelle. Le monstre s'est échappé d'un vaisseau-prison. Jack Breslin fait équipe avec Ta'Ra (Maryam d'Abo), une belle extra-terrestre médecin-officier qui était à bord du vaisseau. Elle possède des pouvoirs surhumains, dont la télépathie et des capacités physiques hors du commun.

## Histoire
La mini-série a obtenu une très bonne audience, et la critique a salué la belle alchimie qu'il y avait entre Jack et Ta'Ra. Une semaine après la diffusion, Brandon Tartikoff (le président de NBC) annonce qu'une série de 13 épisodes est mise en chantier. Mais Le Monstre évadé de l'espace ne peut rivaliser avec Dallas. La série est reprogrammée face à La Belle et la Bête malheureusement l'audience chute de plus belle. La série est annulée après la diffusion des cinq premiers épisodes. Deux épisodes supplémentaires initialement produits, n'ont jamais été diffusés.

## Origines
Initialement conçue par Frank Lupo en 1987 sous le titre Invader, la mini-série de 4 heures commandé par NBC est diffusée les 8 mai 1988 et 9 mai 1988 pour un budget de 7,5 millions de dollars. Le tournage dura 41 jours entre Los Angeles et l'Australie.
Lorsque la série devient hebdomadaire, les producteurs John Ashley et Frank Lupo décident de modifier le projet de départ, afin de ne pas dépasser le budget. « Tout change très vite quand une mini-série devient une série hebdomadaire », explique Ashley. « C'est formidable d'avoir 4 heures, 7,5 millions de dollars, et le talent de Rick Baker (maquillage) et de John Dykstra (effets spéciaux). Mais lorsqu'on vous enlève un million par épisode, le talent de Baker et Dykstra en moins, et qu'il faut maintenir la même qualité en tournant un épisode en une semaine… Vous êtes alors obligé d'opérer des changements ».
La série se recentre sur la relation entre Jack et Ta'Ra, ainsi que sur les pouvoirs de Ta'Ra, rejetant l'idée de faire apparaître un monstre différent chaque semaine. Ta'Ra, qui vient d'une planète lointaine appelée Zeton, décide alors de rester sur Terre, se faisant passer pour la cousine de Jack. La série s'éloigne de la science-fiction, privilégiant des histoires surnaturelles patinées de télékinésie et de télépathie.
« Dès les premiers épisodes, on a senti qu'on s'était trop dispersé, que le public était déçu, et attendait le monstre de la semaine », explique Ashley dans une interview donnée à Starlog (en) durant le tournage du sixième épisode. « Alors, on est revenu en arrière afin d'identifier les éléments qui avaient plu dans la mini-série, et on a écrit les épisodes suivants dans la veine de ce que cela aurait dû être dès le départ. On est retourné aux fondamentaux. On a fait revenir le monstre d'origine dans un double épisode, donné à Ta'Ra des pouvoirs supplémentaires, et remis le cap sur la science-fiction ».
Ces changements n'ont pas été suffisants pour faire revenir le public et la série Le Monstre évadé de l'espace est annulée.

## Distribution
- Joseph Cortese (en) (VF : Michel Vigné) : Jack Breslin ;
- Maryam d'Abo (VF : Régine Teyssot) : Ta'Ra ;
- George Dzundza : Victor Maldonado ;
- Gregory Sierra (VF : Georges Berthomieu) : Frank Dileo ;
- Kim Delaney (VF : Marie-Martine) : Mandy Estabrook ;
- John Putch : Wendle ;
- Robert Webber : Le commissaire Eastabrook ;
- Joseph Cali (VF : Lionel Henry) : Roger ;
- Michael DeLuise : Punk ;
- Melanie Jones (VF : Frédérique Cantrel) : Claire Riggs

## Épisodes (1988-1989)
Tous les épisodes ont été doublés en français.
1. Le Monstre évadé de l'espace, 1re Partie (Something is Out There, Part 1) : diffusé le 8 mai 1988 sur NBC, diffusé le 24 juin 1992 sur M6.
2. Le Monstre évadé de l'espace, 2e Partie (Something is Out There, Part 2) : diffusé le 9 mai 1988 sur NBC, diffusé le 24 juin 1992 sur M6.
3. Le gladiateur (Gladiator) : diffusé le 21 octobre 1988 sur NBC, diffusé le 20 mars 1993 sur M6.
4. Ne te retourne pas (Don't Look Back) : diffusé le 28 octobre 1988 sur NBC, diffusé le 27 mars 1993[7] sur M6.
5. A son image (In His Own Image) : diffusé le 4 novembre 1988 sur NBC, diffusé le 3 avril 1993[8] sur M6.
6. La nuit des visiteurs (Night of the Visitors) : diffusé le 25 novembre 1988 sur NBC, diffusé le 20 mars 1993 sur M6.
7. Un message de Mister Cool (A Message from Mr. Cool) : diffusé le 2 décembre 1988 sur NBC, diffusé le 10 avril 1993[9] sur M6.
8. Kidnapping (Good Psychics Are Hard to Come By) : diffusé le 9 décembre 1988 sur NBC, diffusé le 27 mars 1993 sur M6.
9. Le Corbillard (A Hearse of Another Color) : diffusé le 27 juin 1989 sur NBC, diffusé le 17 avril 1993 sur M6.
10. Le Relais (The Keeper) : épisode jamais diffusé sur NBC, diffusé le 24 avril 1993[4] sur M6.